# 近思録崩れ
近思録崩れ（きんしろくくずれ）は、江戸時代後期文化5年（1808年）から翌6年（1809年）にかけて薩摩藩（鹿児島藩）で勃発したお家騒動。文化朋党事件、秩父崩れとも言われる。処分者の数は有名なお由羅騒動より多い77名であり、薩摩藩の経済改革が遅れる原因となった。
命名の由来は、処分された秩父季保らが『近思録』（朱子学の教本で、儒教の実践に重きを置く）の学習会によって同志を募ったことから。

## 原因
この事件に至る背景には、複数の理由が挙げられる。

### 島津重豪の放漫財政
もっとも言われる原因がこれである。
鹿児島藩8代藩主・島津重豪は他藩より遅れた自藩の状況に懸念を抱き、計画倒れになっていた藩校・造士館の建立や、天文観測所・明時館や佐多薬園をはじめとする蘭学に関する施設建設、他地域からの商人の招聘などの政策を採った。
しかし、鹿児島藩は江戸時代初期から慢性的に赤字であり、更に先年宝暦治水事業を負わされ莫大な借財を抱えていた。その上での文化事業に加え、鳥見職設置による貴重な生物がいる土地の開発を禁止したいわゆる動植物保護政策により、鹿児島藩は農民ばかりではなく、実質的に開墾で生活している郷士を初めとする武士階級にも高負担を強いる財政構造に転落していった。
しかし、この現状を全く理解していなかった重豪は娘の茂姫を徳川家斉の御台所とし、他の子女も有力大名と縁組みさせた。これらの縁組みは確かに鹿児島藩の地位向上には寄与したものの、つきあいに伴う出費がかさみ、ますます鹿児島藩財政を圧迫した。

### 市田盛常の専横
島津重豪は早々に正室と死別し、この当時は多数の側室を抱えていた。常識ならば当時の藩主・島津斉宣の母である側室・堤氏（お千万の方）が正室並の待遇となるはずであったが、実際は茂姫の母である側室・市田氏（お登勢の方）が江戸に留まり「お部屋様」と言われて正室並の待遇を受けていた。
市田氏は元々は大坂藩邸足軽の出自であるが、弟の市田盛常を重豪に願って鹿児島藩家老とし、のち「一所持格」に取り立てた。本来「一所持格」とは島津氏一門でないとなれない地位であり、「御台所の叔父」であるための破格の扱いであった。また家老・盛常は「江戸居付ニテ万事解由計ニテ在国ノ同役共皆其指揮ニ相従フ」（江戸在住なのに、国元の役人は盛常（＝解由）の言うがままに動く）とも書かれた専横政治を行ったとされる。先述の重豪の浪費と相まって、国元では重豪と市田盛常に対する反発が高まっていた。

### 主導権を巡る学派対立
山本正誼は荻生徂徠門人で室鳩巣学の儒家であり、安永年間に造士館初代教授となる。近思録派も山本正誼の学派と同じ室鳩巣学の一派であったが、儒教の実践よりも詩文の芸に重点を置いた朱子学と古文辞学の折衷の様な山本の学派と対立していた。一方、重豪は山本正誼を重用しており、山本の教授職への人事を巡り、重豪は近思録崩れ以前に「古学崩れ」という弾圧事件を起こしている。山本正誼が一時、造士館教授職を辞任すると、斉宣の侍読赤崎貞幹が教授となるが、赤崎が死ぬと再び正誼が教授となった。近思録派にはこれに対する不満があった。　

## 経過

### 「鶴亀問答」
島津斉宣は天明7年に藩主になったものの、実際は斉宣が若年であることを理由に隠居した父・重豪が藩政を牛耳り、寛政3年に重豪は藩政後見をやめたが、その後も重豪の息のかかった家老・赤松造酒、市田盛常が藩政を左右している状態が続いていた。しかし、重豪の長年の浪費による国元の疲弊は目に余る状態となり、我慢も限界に達した斉宣は文化2年に「鶴亀問答」なる文書を家臣に配布し、財政改革に取り組む意思を示した。この鶴亀問答は比喩的な文章で、概略は「君主の贅沢を慎み、民衆の生活を考えねばならない」という内容であった。
同年、鹿児島藩江戸屋敷が全焼し、その再建のためにも早急な財政改革を迫られた斉宣は、父の代から居座っていた家老達に隠居・剃髪を命じ、文化4年（1806年）11月に当年30歳の樺山主税久言を抜擢した。樺山は「近思録」の読書仲間であった秩父季保を推挙し、同年12月には秩父も家老となった。但し、このときに市田盛常は家老をやめさせられなかった。

### 側室・堤氏の東上
文化4年（1807年）、20年以上鹿児島在住であった斉宣実母・堤氏（お千万の方）を江戸に呼ぶよう重豪は命令した。理由は「市田氏（お登勢の方）が死去し、重豪が寂しくしているから」というものであったが、市田氏は享和元年（1801年）に死去しており、寵愛した側室の死後6年も経ってから20年以上別居していた女性を「寂しいから」という理由で呼び寄せるのは不可解である。実情は、上記のような斉宣の強気の姿勢に恐れをなした市田盛常が、斉宣が母・堤氏を通して国元の事情を把握するのを妨害する目的で、重豪に願って呼び出したものと思われる。しかし、このことは斉宣を中心として結束した藩士（近思録党）に危機感を抱かせ、更に急進的に政策を進めるきっかけを作ったと考えられる。

### 市田盛常の罷免
堤氏と入れ替わるように斉宣が鹿児島に帰国した文化5年（1808年）の2月5日、市田盛常は突如家老を罷免させられ鹿児島への帰国を命じられる。2月14日には盛常嫡男・市田義宜も小姓組頭を免職となり、市田一族は鹿児島藩政から追放された。盛常のその後の消息は不明である。

### 「近思録」派の政策
市田盛常追放後、鹿児島藩政の中心は樺山久言、秩父季保となった。彼ら「近思録党」が考えた主な政策は以下の通りである。
- 参勤交代の10年保留
- 殖産産業にならない新規事業の停止
- 琉球を通じた貿易の拡大
- 本来下級武士の役職である喜界島代官を一所持格で勘定奉行の島津相馬（お由羅騒動で処罰された島津壱岐の父）や寄合の伊集院蔵主への下命。

実際、琉球を介した対清貿易はそれまでも隠れた鹿児島藩の重要な収入源であったが、その大々的な拡大は江戸幕府を無視したも同然であり、茂姫を通じて幕府に威光を拡大していた重豪と衝突するものであった。更に、新規事業の停止により、これまで重豪が力を入れてきた蘭学関係の施設の大半や鷹狩りの施設が廃止となるなど重豪の改革に対する反動改革という側面もあったために、この改革は重豪の逆鱗に触れることとなる。
また、「近思録党」は近思録一派の者しか優遇しなかったこともあり、急速に国元の支持も失っていったとされる。例えば造士館の教授であった山本正誼はこのときに近思録党により隠居に追い込まれ、造士館教授に黒田才之丞が就任することになる。後に山本は一部始終を「文化朋党実録」という回想録として残したが、これらは現在数少ない近思録崩れの貴重な同時代史料となっている。

### 重豪の逆襲
斉宣は市田盛常の後任江戸家老に島津一門の一人である島津安房を任命し、文化5年2月9日には鹿児島を出立して江戸に向かった。ところが江戸に到着後、島津安房は幕府老中への目通りが許可されず、仕事が引継できずに宙に浮く形となった。当時、若年寄の一人・有馬誉純に重豪の息子が養子入りする予定になっており、そのつてを使って重豪が島津安房の目通りを妨害したと考えられている。このため、斉宣の意向が江戸に伝わらない事態になり、改革はいきなり頓挫する形になった。
同年6月は定例の参勤交代で江戸へ出発する月であり、斉宣は秩父季保を江戸に同行させることにしたが、季保の長男が急逝したため同行は不可能となった。そのため斉宣も「病気」と称して参勤交代を遅らせていたが、重豪は先手を打ち、5月8日に樺山久言、秩父季保両名へ隠居を命じた。これより、斉宣が参勤交代で江戸に向かうと、改革の推進者である両名が重豪の命により処分される可能性が非常に高くなったため、斉宣は「重病」と称して参勤交代を引き延ばしにかかる作戦に出た。しかし、これは重豪に付け入る隙を与える結果となり、「重病」の斉宣の代理と称して、重豪が鹿児島藩の政務に介入するようになったのである。

### 「近思録党」の敗北
同年7月に、遂に斉宣が参勤交代で江戸に向かうことが決定すると、「近思録党」に属していたと見られた藩士に順次遠島・蟄居などの処分が下された。処分者の中にはその報を聞いただけで自害した者も多かった。また、実際には近思録派ではなかったが、親戚が「近思録党」に属していたと見られただけで処分された者もいた。処分者は切腹13名、遠島25名、剃髪42名、逼塞23名、謹慎など12名にのぼった。
その後、廃止されていた鷹場などの施設の復活が決定し、同年9月29日には市田盛常の長男・義宜が勘定奉行という重職に任命される。更に重豪は樺山・秩父らの関係した政務書類の全焼却を命じ、「近思録党」の改革は存在すら抹殺されることとなったのである。
秩父季保は7月6日未刻に、樺山久言は9月26日未明に切腹した。翌文化6年、斉宣も近思録党を取り立てた責任を問われ、6月17日隠居に追い込まれ、家督を長男島津斉興に譲らされた。

## 主な処分者
- 島津斉宣 - 隠居
- 樺山久言 - 蟄居閉門（後に内命により切腹）
- 秩父季保 - 喜界島に家族とともに遠島、通称名の国名剥奪（親類に季保の処置をほのめかす内命が下り、季保は切腹した。季保の家屋敷・家来・家財・切米は召し上げられたが、遺族には構いなし。次男が秩父家の跡を継いだが、親族の家来（武家身分の使用人）にされた[1]。
- 伊地知季安（「薩藩旧記雑録」編集者） - 喜界島に流刑
- 清水源左衛門 - 役儀罷免、謹慎。（謹慎中に切腹したが、親類による殺害であるという説もある）。墓は現在、鹿児島市の南林寺由緒墓にある。
- 黒葛原周右衛門[注釈 6] - 高隅郷の寺に蟄居。
- 奈良原助左衛門[注釈 7] - 喜界島遠島。
- 島津彦大夫[注釈 8] - 日向国馬関田郷の威徳院に蟄居。
- 二之宮藤太左衛門（薩摩藩京都留守居、御領百引地頭、風早中納言公雄卿の門下で和歌を学ぶ。）「輝北町郷土誌」輝北町郷土誌編纂委員会 - 遠島の後、垂水蟄居。

また、今後の先例にされないためにこの時の藩政に関する書類の多くが処分されたため、現在でも近思録崩れの経緯や詳細については不明な部分が多い。

## その後
重豪もこの事件で財政にようやく目を向けるようになったが、その時に採った政策は「大坂の大名貸しに直接徳政を命ずる」という権勢に任せたとんでもない物であった。その後、家老の町田監物の情報開示が災いして鹿児島藩には金を貸す大名貸しはいなくなり、市中の高利貸しから金を借りる事態に陥り、かえって天文学的な借財を作る原因となった。これは重豪晩年に調所広郷を家老に抜擢するまで根本的には「改善」されないままであった。
一方、国元下級藩士の間で「近思録党」は「藩に殉じた悲劇の士」として語られ、西郷隆盛や大久保利通など多くの藩士が「近思録」を読み、結党するようになった。皮肉なことにこれらの藩士が後に重豪が寵愛した曾孫島津斉彬の擁立に活躍するのである。